# John Branch
John Branch Jr. (Halifax, 14 novembre 1782 – Enfield, 4 gennaio 1863) è stato un politico statunitense.

## Biografia
Nacque nel 1782 in un'importante famiglia della Carolina del Nord, tanto che nel 1799 venne nominato agrimensore e censore dei locali schiavi. Si laureò poco dopo all'Università della Carolina del Nord a Chapel Hill in legge, divenendo avvocato. Preferendo tuttavia dedicarsi alla politica, ricoprì negli anni 1810 numerose cariche minori nell'assemblea carolina, per poi essere eletto nel 1817 nuovo governatore della Carolina del Nord, rimanendolo per tre mandati annuali.
Nel 1822 venne nominato dal presidente James Monroe giudice per il distretto occidentale del Territorio della Florida, ma abbandonò poco dopo l'incarico perché eletto al Senato degli Stati Uniti. Rieletto per un secondo mandato nel 1829, si dimise entro pochi giorni perché nominato da Andrew Jackson nuovo Segretario della marina statunitense, primo individuo della Carolina del Nord ad avere una carica governativa; ricoprì il ruolo per i successivi due anni. Inizialmente forte sostenitore di Jackson, nel 1831 la sua posizione venne compromessa dallo scandalo che colpì il Segretario alla Guerra John Eaton, che le malelingue dicevano essersi sposato con una sua amante; la moglie di Branch era molto ostile ai coniugi Eaton, e quando Jackson optò per un rimpasto di governo, Branch si dimise nel 1831, nel frattempo eletto alla Camera dei Rappresentanti, dove rimase per altri due anni.
Branch, in controtendenza rispetto alla maggioranza dei democratici americani, era uno statalista e (nonostante fosse proprietario di schiavi) un abolizionista, tanto che alla convenzione democratica del 1835 arringò perché gli afroamericani fossero liberati dalla schiavitù e ottenessero il diritto di voto. Nel 1838 si ricandidò come governatore della Carolina, ma, complici le sue posizioni progressiste, venne sconfitto alle elezioni. Percepito il clima ormai ostile verso di lui in Carolina del Nord, si trasferì infine in Florida con la famiglia. Ritiratosi dalla politica, per la sua esperienza amministrativa venne richiamato nel 1844 da John Tyler per assolvere le funzioni di governatore territoriale della Florida, in attesa che essa entrasse a far parte degli Stati Uniti. Rimase in carica per poco meno di un anno, ultimo a governare lo Stato prima dell'ammissione nell'Unione.
Rientrato in Carolina del Nord nel 1851, vi morì nel 1863. Gli è dedicata la contea di Branch nel Michigan.